# Estação Copilco
A Estação Copilco é uma das estações do Metrô da Cidade do México, situada na Cidade do México, entre a Estação Miguel Ángel de Quevedo e a Estação Universidad. Administrada pelo Sistema de Transporte Colectivo, faz parte da Linha 3.
Foi inaugurada em 30 de agosto de 1983. Localiza-se no Eixo 10 Sur. Atende o bairro Romero de Terreros, situado na demarcação territorial de Coyoacán. A estação registrou um movimento de 14.958.149 passageiros em 2016.